# 沪永高速动车组列车
沪永高速动车组列车是中国铁路运行于直辖市上海及湖南永州的高速动车组列车，途经上海市、浙江省、江西省、湖南省一市三省，运营里程1395公里。其中上海虹桥站至永州站运行6小时4分，使用车次为G223次；永州站至上海虹桥站运行7小时43分，使用车次为G1348次。

## 背景
永州站作为衡柳铁路中间站，长期依靠南宁、桂林、北海始发的过路列车，永州站的票额得不到保证。

## 历史
2021年10月11日，全国实施新一轮列车调图，原上海虹桥~长沙南G1357/1352次列车延长至永州站始发终到。
2025年7月1日，应沪昆高速铁路杭长段提速及全国铁路三季度调图，原G1357次列车改车次为G223次列车，原G1352次列车改车次为G1348次列车，运行区段不变，其中G223次列车于沪昆高速铁路杭长段按最高时速350km/h运行。

## 使用列车
因交路不同，两趟列车使用不同的列车。其中G1348次列车使用配属广州局集团长沙动车运用所的CRH380B，重联运行；G223次列车使用配属广州局集团长沙动车运用所的CR400AF-AZ。